# Vesela Gora
Vesela Gora – wieś w Słowenii, w gminie Šentrupert. W 2018 roku liczyła 61 mieszkańców.